# Kafr Bara
Kafr Bara (hebr. כפר ברא; arab. كفر برا) – samorząd lokalny położony w Dystrykcie Centralnym, w Izraelu.
Leży w Szefeli, w otoczeniu miast Kafr Kasim i Rosz ha-Ajin, miasteczek Dżaldżulja i Oranit, moszawu Chagor, kibucu Choreszim, oraz wioski Nirit.

## Historia
29 listopada 1947 roku Zgromadzenie Ogólne Organizacji Narodów Zjednoczonych przyjęło Rezolucję nr 181 o podziale Palestyny na dwa państwa: żydowskie i arabskie. Na mocy tej rezolucji wioska Kafr Bara miała znaleźć się w państwie arabskim, jednak podczas wojny o niepodległość w 1948 została zajęta przez wojska izraelskie. Po zawarciu rozejmu, wioska Kafr Bara znalazła się na terytoriach przyznanych państwu Izrael. Wielu mieszkańców uciekło wówczas na wschód i założyło wioskę Karawat Bani Hassan.
10 lutego 2004 Kafr Bara otrzymała status samorządu lokalnego.

## Demografia
Zgodnie z danymi Izraelskiego Centrum Danych Statystycznych w 2008 roku w mieście żyło 2,8 tys. mieszkańców, wszyscy Arabowie.
Populacja miasta pod względem wieku:
| Wiek (w latach) | Procent populacji w % |
| --------------- | --------------------- |
| 0–4             | 16,4%                 |
| 5–9             | 17,8%                 |
| 10–14           | 13,9%                 |
| 15–19           | 9,6%                  |
| 20–29           | 12,6%                 |
| 30–44           | 19,3%                 |
| 45–59           | 6,6%                  |
| ponad 60        | 3,8%                  |

Źródło danych: Central Bureau of Statistics.

## Edukacja
W miejscowości znajduje się szkoła podstawowa Umar ibn al-KhaTtab.

## Gospodarka
Gospodarka miejscowości opiera się na rolnictwie i hodowli drzewek oliwnych.

## Komunikacja
Na zachód od miejscowości przebiega autostrada nr 6, brak jednak możliwości bezpośredniego wjazdu na nią. Z miejscowości wyjeżdża się na północny zachód na drogę nr 5233, którą jadąc na wschód dojeżdża się do kibucu Choreszim, na północ do moszawu Jarchiw, lub na zachód do miasteczka Dżaldżulja i drogi nr 531 .